# Eastside 100
Das Eastside 100 war ein Ovalrennen des deutschen Formel-3-Cups und das erste Ovalrennen einer europäischen Formelrennserie überhaupt. Es fand in den Jahren 2005 und 2006 auf dem EuroSpeedway Lausitz statt. Zuvor hatte es zuletzt 2003 mit der Champ-Car-Veranstaltung German 500 ein Monopostorennen auf dem Trioval gegeben.

## Überblick
Das Wochenende lief grundsätzlich ab wie jedes andere des RECARO Formel-3-Cups auch: So fanden zwei Rennläufe à 25 Minuten statt. Diese wurden jedoch, wie für Ovalrennen üblich, 'fliegend' gestartet, was für den Formel-3-Cup ein Novum darstellte. Ebenso Neuland war der Einsatz von Spottern zur Unterstützung der Fahrer.

## Voraussetzungen

### Fahrzeuge
Beim Eastside 100 wurden die Boliden mit speziellen Oval-Reifen von Hankook ausgestattet. Außerdem gab es Zusatzbestimmungen bezüglich der Flügeleinstellungen, der Fahrzeughöhe und des Sturzes, um ein Mindestmaß an Abtrieb garantieren zu können. Auf diese Weise konnten Durchschnittsgeschwindigkeiten von über 250 km/h erzielt werden. Im Falle von Niederschlag, bei dem keine Durchführung von Ovalrennen möglich ist, sollte auf den Grand-Prix-Kurs ausgewichen werden.

### Fahrer
Vor dem Rennwochenende wurde ein zweitägiger Rookietest durchgeführt, an dessen Ende die teilnehmenden Piloten im Normalfall die nötige Oval-Lizenz entgegennehmen konnten, die auch für Ovalrennen außerhalb der Formel 3 gültig war.

## Zusammenfassung
In die Siegerliste eintragen konnten sich: Jan Seyffarth (1. Rennen 2005), Ho-Pin Tung (1. Rennen 2006) und zweimal der Niederländer Ferdinand Kool. Weitere bekannte Teilnehmer waren: Peter Elkmann, Harald Schlegelmilch, Frank Kechele, Nico Hülkenberg, Renger van der Zande und Cyndie Allemann (die später in der Indy-Lights-Serie ebenfalls Ovalrennen zu bestreiten hatte).
Während des Freitagstests 2006 erlitt der britische Titelanwärter Joey Foster eine Lendenwirbelfraktur und musste sich in der Folge dreier Operationen unterziehen.
Nachdem bei der ersten Auflage gut 10.000 Zuschauer vor Ort waren, stieg die Besucherzahl im folgenden Jahr auf 16.000 an.
Seit 2007 findet die Veranstaltung nicht mehr statt.